# Charles Matthau
Charles John Matthau, talvolta indicato come Charlie Matthau (New York City, 10 dicembre 1962), è un attore, regista, produttore cinematografico e produttore televisivo statunitense.
Il nomignolo Charlie gli è stato dato in onore di Charlie Chaplin che è stato amico del padre Walter Matthau.

## Biografia
Nato dall'unione di Matthau con Carol Grace, è apparso a fianco del padre in diversi film: Chi ucciderà Charley Varrick? (1973), Che botte se incontri gli Orsi (1976), Visite a domicilio (1978) e Avviso di chiamata (2000).
È passato poi a dirigerlo per il cinema in Storie d'amore (The Grass Harp, tratto dall'omonimo racconto di Truman Capote), 1995, e in televisione in La signora Lambert è fuggita, 1991, nonché in Nuovi amori, del 1998 e nel film per la tv The Marriage Fool.
Ha anche diretto Galeotti sul pianeta Terra (Doin' Time on Planet Earth, 1988), Her Minor Thing (2005) e Baby-O (2009).